# Наредник Бентон
Наредник Џон Бентон (енгл. Sergeant John Benton) измишљени је лик у британској научнофантастичној телевизијској серији Доктор Ху кога је тумачио Џон Левен. Био је виши подофицир британског контингента UNIT-а, измишљене међународне организације која брани Земљу од ванземаљских претњи, и на крају је унапређен у чин заставника I класе, држећи дужност пуковског мајора. Полуредовно се појављивао на програму од 1968. до 1975. године.

## Историја лика
Бентон се први пут појавио у серијалу Најезда Другог Доктора (1968) када је био десетар у UNIT-у. У време свог следећег појављивања у Посланицима смрти (1970) унапређен је у млађег водника и брзо успоставља блиске односе са Доктором, капетаном Мајком Јејтсом и бригадиром Летбриџ-Стјуартом. Бентонова турнеја у UNIT-у се такође поклапа са мандатом Трећег и Четвртог Доктора као научног саветника UNIT-а, а његово унапређење у заставника I класе дешава се непосредно пре Робота (1974–1975).
Током свог времена са UNIT-ом, Бентон се суочава са Киберљудима, Далецима, Нестенским снагама и Господаром. Бентон је окарактерисан као поуздан, одан, једноставан и који поседује здрав разум. Осим редовних пратилаца и бригадира, Бентон је једини лик који се понавља у класичној серији који је путовао ТАРДИС-ом.
Бентон је одан људима са којима ради и спреман је да не послуша наређења да им помогне (у Најезди диносауруса, он охрабрује Доктора да га онесвести и побегне пошто је лажно оптужен). Он се нуди као испитаник за Докторов психички скенер, уз напомену да је потрошан (Планета паука).
Веома мало се зна о Бентону ван његових UNIT-ових дужности, осим да има млађу сестру и да воли плесове. Његово име никада није откривено у телевизијској серији. Накратко се мувао са Џо Грант, помоћницом Трећег Доктора, као и са Саром Џејн Смит, али није било ништа више од добродушне шале.
Бентоново последње појављивање на екрану у серији је у Најезди андроида. У Модрину бесмртном, смештеном у 1983. години, бригадир Летбриџ-Стјуарт каже да је напустио британску војску 1979. и постао продавац половних кола. У Бојном пољу смештеним у 1990-е, Летбриџ-Стјуарт поставља хипотезу да још увек има Бентона да му помаже у пројекту баштованства.
Бентон је један од најпопуларнијих споредних ликова који се понављају у телевизијској серији, често се наводи као пратилац Доктора, па и на званичној ББЦ-овој страници Доктор Ху. Неки извори, међутим, попут књиге Џона Нејтан-Тарнера Доктор Ху: Сапутници, искључују Бентона.
Бентон је један од ретких одраслих ликова које је тумачио и дете глумац у Доктору Хуу пре 2005. Дарен Плант га је тумачио у серијалу Временско чудовиште и Стивен Стенли у филму Ратно време.

## Друга појављивања
Пролог романа издаваштва "Невиност" Моћ Далека Џона Пила открива да се Бентон вратио у UNIT и постао официр са чином поручника (ОФ-1). Године 1986. он предводи екипу UNIT-а на Антарктику да рашчисти неред који је оставио неуспели покушај Киберљуди да испразне из Земље енергије (Десета планета).
Џон Левен је поновио улогу Бентона у огранак филму Ратно доба коју је продуцирао "Reeltime Pictures" 1987. Ту је поменуто и Бентоново име. Левен и Теренс Дикс су га утврдили током почетка 1970-их, иако име није коришћену ни у једној званичној продукцији пре филма. Име Џон Бентон је касније коришћено у огранак романима и другој фикцији.
Године 2013. Левен је поново поновио улогу у епизоди „Ратни савет” Сапутничких хроника продукције "Big Finish" и 2017. за „UNIT: Састављено“.
Бентон се појављује заједно са Шестим Доктором у обожавалачком роману без дозволе Временски првак Криса Мекеона заснованом на белешкама Крега Хинтона.